# Малая Мартыновка (Луганская область)
Малая Мартыновка (укр. Мала Мартинівка) — село в Иллирийском сельском совете Лутугинского района Луганской области Украины. Под контролем самопровозглашённой Луганской Народной Республики.
Входит в Иллирийский сельский совет.

## География
Село расположено на левом берегу реки Ольховой. Ближайшие населённые пункты — село Малая Юрьевка на юго-западе, Елизаветовка на юге (выше по течению Ольховой); сёла Иллирия и Великая Мартыновка на северо-востоке, Ушаковка на востоке (ниже по течению Ольховой).

## Население
Население по переписи 2001 года составляло 45 человек.

## Общие сведения
Почтовый индекс — 92018. Телефонный код — 6436. Занимает площадь 0,05 км².

## Местный совет
92018, Луганская обл., Лутугинский р-н, с. Иллирия, ул. Советская, 15; тел. 23-2-48